# Bootssteg

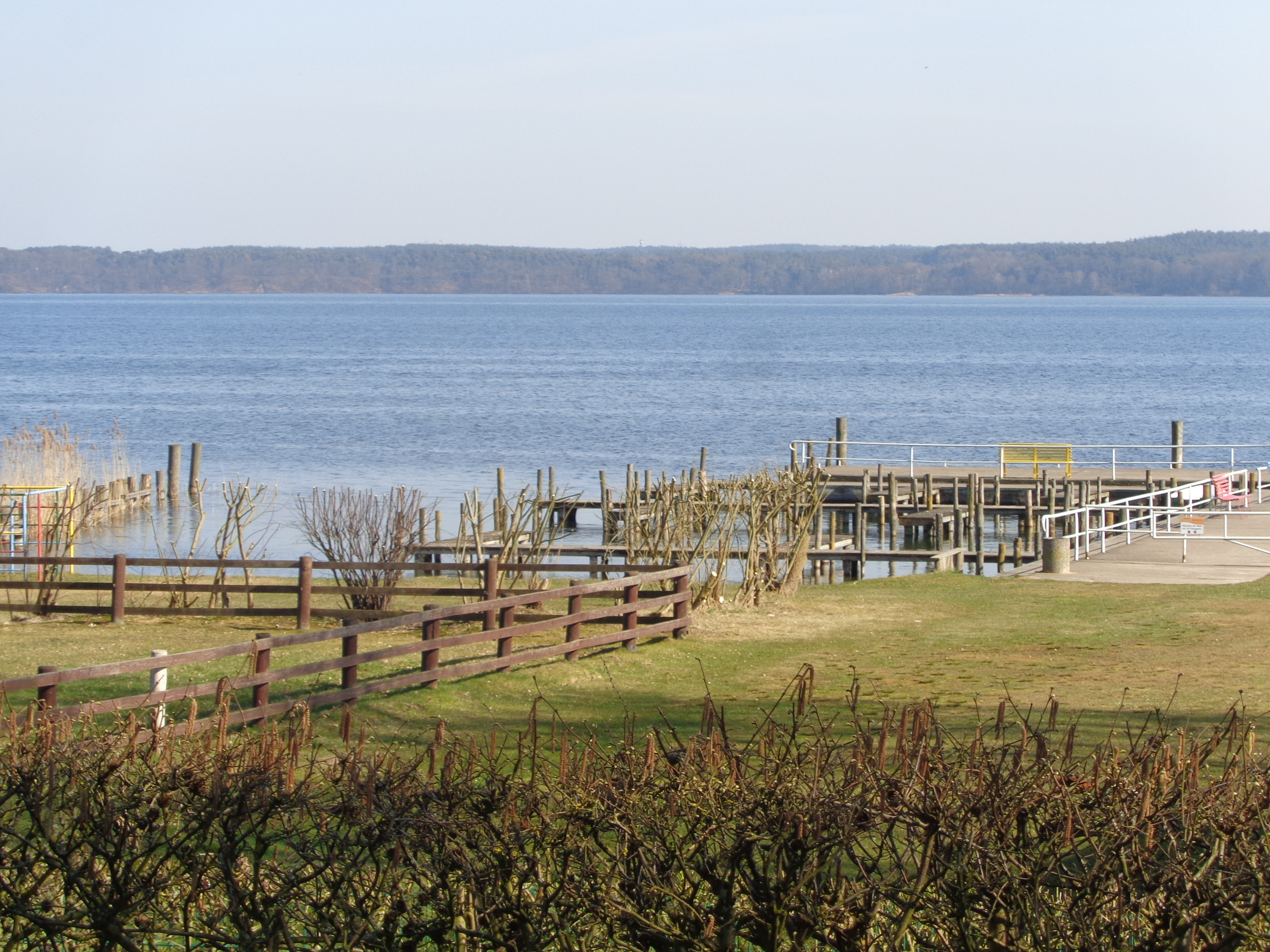
Bootsstege am Plauer See

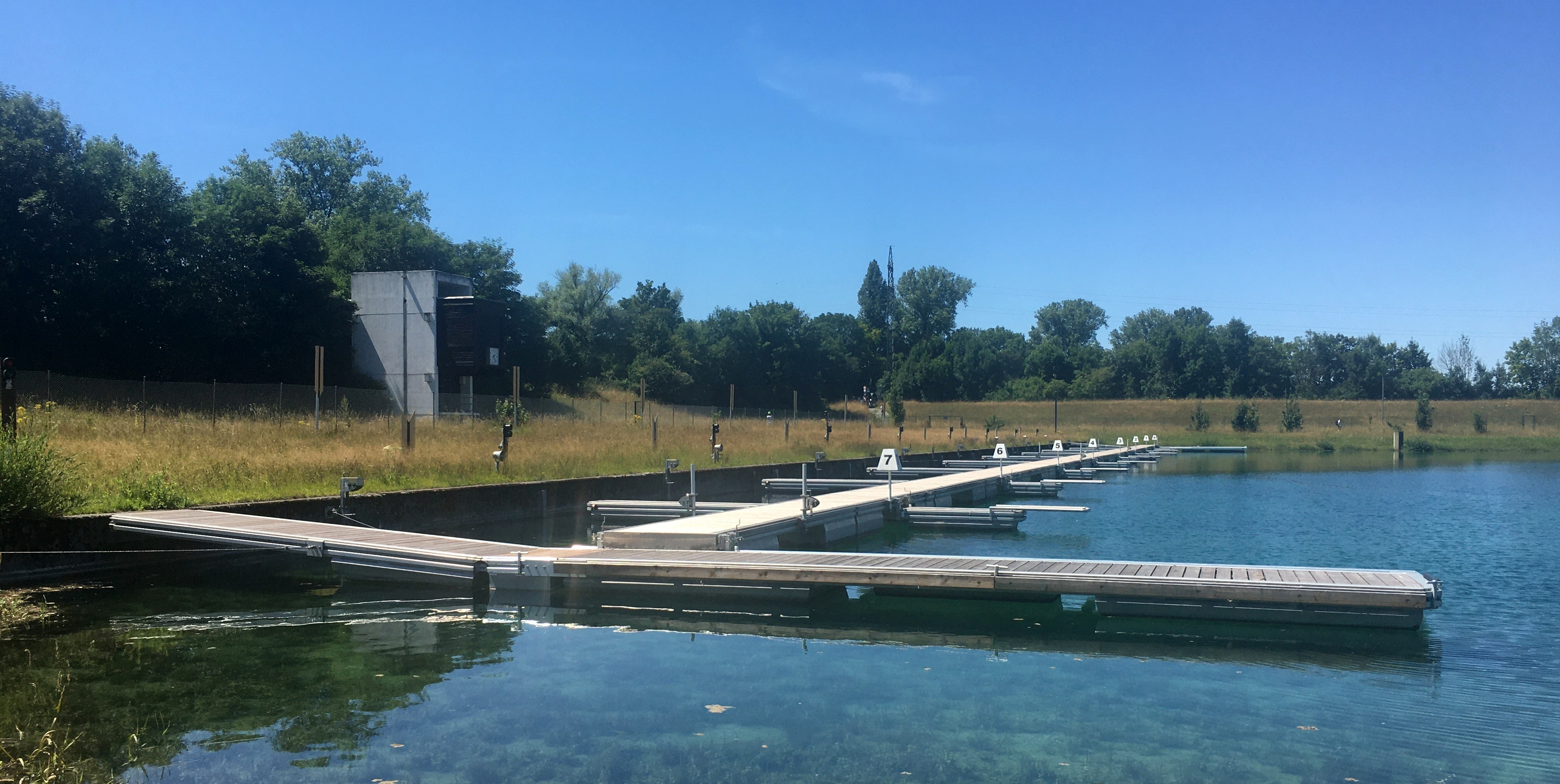
Eine schwimmende Steganlage im Startbereich der Regattastrecke Oberschleißheim

Als Bootssteg oder Landesteg bezeichnet man einen künstlichen Weg oder eine Plattform vom Ufer ins Wasser, wo Boote anlegen können. Vergleichbare Bauwerke, an denen größere Schiffe anlegen, sind Landungsbrücken und Schiffsanleger. Stege und Landungsbrücken sind über dem Wasser gebaut, im Gegensatz zu Piers und Molen.
Stege dienen in einem Hafen, insbesondere in einer Marina dazu, die Wasserfläche aufzuteilen und eine Vielzahl von direkt mit dem Land verbundener Liegeplätze für Sportboote zu schaffen.
Der längste Holzsteg der südlichen Hemisphäre ist der Busselton Jetty in Busselton, Western Australia, etwa 200 Kilometer südlich der australischen Metropole Perth. Er ist 1841 Meter lang und stellt eine beliebte Touristenattraktion dar.